# هاشم أسد الله
هاشم أسدالله (15 نوفمبر 1985  -)، مذيع وممثل كويتي. كانت بدايته في التقديم في عام 2005 من خلال برنامج رايكم شباب على قناة الراي.

## أعماله

### في التمثيل

#### من المسلسلات
- الملكة.
- مجموعة إنسان.

### في التقديم
- رايكم شباب.
- ديوان.
- كافيه شبابي.
- السهرة.
- لنترك بصمه.
- بروفه.
- بروفايل شبابي.
- رحله مع فنان.
- شباب قول وفعل.
- إكسب معنا .
- الفريج
- وبعد؟
- صباح الخير يا كويت